# Neviditelní
Neviditelní (dosł. Niewidzialni) – czeski serial komediowy z elementami fantastyki, emitowany po raz pierwszy na kanale ČT1 od 5 września do 28 listopada 2014 roku. Reżyserem i głównym scenarzystą serialu był Radek Bajgar. Powstał jeden sezon, liczący 13 odcinków o długości ok. 50 minut. 

## Opis fabuły
Serial ukazuje wizję świata, zwłaszcza zaś Pragi, w której oprócz zwykłych ludzi żyje również ściśle zakonspirowana rasa wodników. Jej przedstawiciele na pozór niczym nie odróżniają się od swych sąsiadów. Posiadają jednak wiele szczególnych zdolności, np. potrafią bez trudu oddychać w wodzie, znakomicie pływają czy przywołują ryby głosem. Do przetrwania potrzebny im jest stały kontakt z wodą, odwodnienie to dla nich największe zagrożenie. Wodnicy zajmują często eksponowane miejsca w społeczeństwie: bywają lekarzami, prawnikami czy przedsiębiorcami. Większość członków ich społeczności uważa jednak, że dla jej przetrwania niezbędne jest utrzymywanie jej istnienia w tajemnicy. Osoby naruszające zasady konspiracji ściągają na siebie ryzyko kary śmierci. Na czele czeskich wodników stoi Wodna Rada, odbywająca posiedzenia w pomieszczeniach ukrytych skrzętnie wśród praskich kanałów. 
Pewnego dnia Ivan Laušman, znany i bajecznie bogaty lobbysta, będący pod lupą policji ze względu na korumpowanie ważnych osobistości i przestępstwa gospodarcze, postanawia popełnić samobójstwo. Obciąża swój luksusowy samochód ciężkimi kamieniami, otwiera okna, przypina się pasami i wjeżdża prosto do Wełtawy. Następnego dnia jego ciało zostaje odnalezione na rzece 10 km dalej, dryfując twarzą w dół. Ku osłupieniu policjantów, kilka minut po wyłowieniu denat nagle ożywa, co staje się medialną sensacją. Zdarzenie to jest niewytłumaczalne dla policji czy dziennikarzy, ale dla wodników wyjaśnienie jest oczywiste: najwyraźniej Ivan przez całe życie był jednym z nich, nawet o tym nie wiedząc, dlatego mimo najszczerszych chęci nie był w stanie utonąć. Nagłośnienie jego wyczynu stanowi bardzo poważne zagrożenie dla zachowania istnienia wodników w tajemnicy. Wodna Rada nakazuje unicestwienie Ivana, ale nie wszyscy jej członkowie zgadzają się z tą decyzją.

## Obsada
- Jiří Langmajer jako Ivan
- Luděk Sobota jako Eduard
- Kristýna Boková(inne języki) jako Johana
- Jiří Bartoška jako Hubert
- Ivana Chýlková jako Nora
- Kryštof Hádek jako Robert
- Lenka Vlasáková(inne języki) jako Magda
- Marie Doležalová(inne języki) jako pani Berková
- Simona Babčáková(inne języki) jako komisarz Jará
- Lukáš Příkazký jako inspektor Trpělka
- Marian Roden(inne języki) jako biskup
- Barbora Poláková(inne języki) jako Monika